# James Graham Ballard
James Graham Ballard (Xangai, 15 de novembre de 1930 - 19 d'abril de 2009), o també conegut com a JG, fou un escriptor anglès que escriví novel·la i conte dins del gènere de la ciència-ficció; fou conegut per les adaptacions al cinema que els cineastes David Cronenberg i Steven Spielberg han fet dels llibres Crash i L'imperi del Sol. Fou un escriptor tan important al món anglosaxó que existeix una referència seva al diccionari Collins: s'entén per ballardian un canvi en la personalitat o comportament de les persones com a resultat de la realitat social, ambiental o tecnològica que l'envolta.

## Biografia
JG Ballard nasqué a Xangai el 15 de novembre de 1930; fill d'un comerciant britànic establert allí, l'any 1946 va retornar a Anglaterra després d'haver passat per un camp de concentració japonès durant la segona guerra mundial. Estudià medicina a la Universitat de Cambridge, després filologia anglesa a Londres, per acabar passant a formar part del personal funcionari de les forces armades britàniques amb un càrrec d'oficinista.
L'any 1956 va iniciar la carrera d'escriptor escrivint un primer conte per a la revista New Worlds. Aquesta fou la data del naixement del seu primer fill dels tres que va tenir amb la seva esposa Helen Mary Matthews, casats un any abans. Ja l'any 1960 va esdevenir editor de la revista Ambit, i uns anys més tard editava el seu primer llibre, The wind from nowhere.
JG Ballard morí el 19 d'abril de 2009 a causa d'un càncer terminal de pròstata (que li provocà metàstasi a l'espina dorsal i les costelles) el juny de 2006.

## Llista d'obres
Novel·les
- 1961 - The Wind From Nowhere
- 1962 - The Drowned World
- 1964 - The Burning World
- 1966 - The Crystal World
- 1969 - The Atrocity Exhibition
- 1973 - Crash
- 1974 - Concrete Island
- 1975 - High Rise
- 1979 - The Unlimited Dream Company
- 1981 - Hello America
- 1984 - Empire of the Sun
- 1987 - The Day of Creation
- 1988 - Running Wild
- 1991 - The Kindness of Women
- 1994 - Rushing to Paradise
- 1996 - Cocaine Nights
- 2000 - Super-Cannes
- 2003 - Millennium People
- 2006 - Kingdom Come

Contes
- 1962 - The Voices of Time and Other Stories
- 1962 - Billenium
- 1963 - Passport to Eternity
- 1963 - The Four-Dimensional Nightmare
- 1964 - The Terminal Beach
- 1966 - The Impossible Man
- 1967 - The Venus Hunters
- 1967 - The Overloaded Man
- 1967 - The Disaster Area
- 1967 - The Day of Forever
- 1971 - Vermilion Sands
- 1971 - Chronopolis and Other Stories
- 1976 - Low-Flying Aircraft and Other Stories
- 1977 - The Best of J. G. Ballard
- 1978 - The Best Short Stories of J. G. Ballard
- 1982 - Myths of the Near Future
- 1985 - The Voices of Time
- 1988 - Memories of the Space Age
- 1990 - War Fever
- 2001 - The Complete Short Stories of J. G. Ballard

Altres
- 1996 - A User's Guide to the Millennium: Essays and Reviews